# 1990-es Roland Garros
Az 1990-es Roland Garros az év második Grand Slam-tornája, a Roland Garros 89. kiadása volt. Férfiaknál az ecuadori Andrés Gómez, nőknél a jugoszláv Szeles Mónika nyert.

## Döntők

### Férfi egyes
Andrés Gómez -  Andre Agassi 6-3, 2-6, 6-4, 6-0

### Női egyes
Szeles Mónika -  Steffi Graf 7-6, 6-4

### Férfi páros
Sergio Casal /  Emilio Sánchez -  Goran Ivanišević /  Petr Korda 7-5, 6-3

### Női páros
Jana Novotná /  Helena Suková -  Larisa Neiland /  Natallja Zverava 6-4, 7-5

### Vegyes páros
Arantxa Sánchez Vicario /  Jorge Lozano -  Nicole Provis /  Danie Visser, 7-6 (5), 7-6 (8)

## Juniorok

### Fiú egyéni
- Andrea Gaudenzi –  Thomas Enqvist 2–6, 7–6, 6–4

### Lány egyéni
- Magdalena Maleeva –  Taccjana Ignacjeva 6–2, 6–3

### Fiú páros
- Sébastien Leblanc /  Sébastien Lareau –  Clinton Marsh /  Marcos Ondruska 7–6, 6–7, 9–7

### Lány páros
- Ruxandra Dragomir /  Irina Spîrlea –  Taccjana Ignacjeva /  Irina Zuhova 6–3, 6–1